# Vlag van de Azoren

Vlag van de Azoren (ratio 2:3)

Vlag van het Azorees Bevrijdingsfront

De vlag van de Azoren komt overeen met de vlag van Portugal die in de periode 1830-1910 gebruikt werd. Het grote verschil tussen beide vlaggen betreft de havik die op de vlag van de Azoren staat, waar op de historische Portugese vlag het nationale wapen staat. Op de Azorese vlag staat dit wapen linksboven. De vlag werd officieel aangenomen op 10 april 1979.

## Symboliek

### Blauw-witte achtergrond
De Azorese vlag is gebaseerd op de vlag van het Azorees Bevrijdingsfront (FLA), een rechtse organisatie die na de Anjerrevolutie van 1974 opkwam uit angst dat Portugal een satellietstaat van de Sovjet-Unie zou worden. Volgens deze organisatie staan blauw en wit in Portugal voor het klassieke liberalisme.
Blauw en wit worden echter niet alleen als liberale, maar ook (al eeuwenlang) als Portugese nationale kleuren gezien. Sinds het einde van de 11e eeuw komt deze combinatie op Portugese nationale vlaggen voor, meestal alleen in het daarop afgebeelde wapenschild. Tijdens de Liberale Oorlogen (1828-1834) waren de Azoren een belangrijk steunpunt voor de liberalen, die tegen de absolutisten van Michael I vochten. Deze liberalen gebruikten een blauw-witte vlag en tot 1910 voerde Portugal dankzij de overwinning van de Liberalen een blauw-witte nationale vlag. De ontwerpers van de vlag van de Azoren hebben zich dan ook laten inspireren door deze blauw-witte Portugese vlag. Deze kleuren symboliseren dus niet alleen het klassieke liberalisme als zodanig, maar ook het feit dat de Azoren een rol hebben gespeeld in het vestigen van de constitutionele monarchie in Portugal: Michaël I had op de Azoren geen machtsbasis en zijn tegenstanders gebruikten de eilandengroep als uitvalsbasis om de afgezette Maria II weer op de troon te krijgen.

### Havik, sterren en wapen
De naam van de eilandengroep komt van het Portugese woord açor, hetgeen "havik" betekent. Men noemde deze eilanden zo, omdat men ten tijde van de ontdekking van de archipel dacht dat er veel haviken op de eilanden leefden. In feite waren dit geen haviken, maar een lokale ondersoort van de buizerd. De vogel op de vlag handhaaft deze historische vergissing, en dient als symbool van de Azoren. De verwante vlag van het FLA toont evenmin een havik, maar een adelaar. De negen sterren boven de havik staan voor de negen eilanden. Linksbovenin de vlag staat het Portugese wapen.